# Archiv für Buchdruckerkunst und verwandte Geschäftszweige
Das Archiv für Buchdruckerkunst, zumeist als Archiv für Buchdruckerkunst und verwandte Geschäftszweige betitelt, war eine in der zweiten Hälfte des 19. Jahrhunderts monatlich erschienene Fachzeitschrift mit Themen rund um den Buchdruck.
Das in Leipzig von Alexander Waldow monatlich herausgegebene Blatt erschien in 36 Jahrgängen von 1864 bis März 1899. Dem Periodikum war mitunter das Anzeigeblatt für Typographie beigelegt. Nachfolger des Fachblattes war das Archiv für Buchgewerbe.
Einer der Redakteure war der spätere Chefredakteur der Papier-Zeitung Albert Hoffmann.